# 대한핵의학기술학회
대한핵의학기술학회(大韓核醫學技術學會, The Korean Society of Nuclear Medicine Technology, KJNMT)

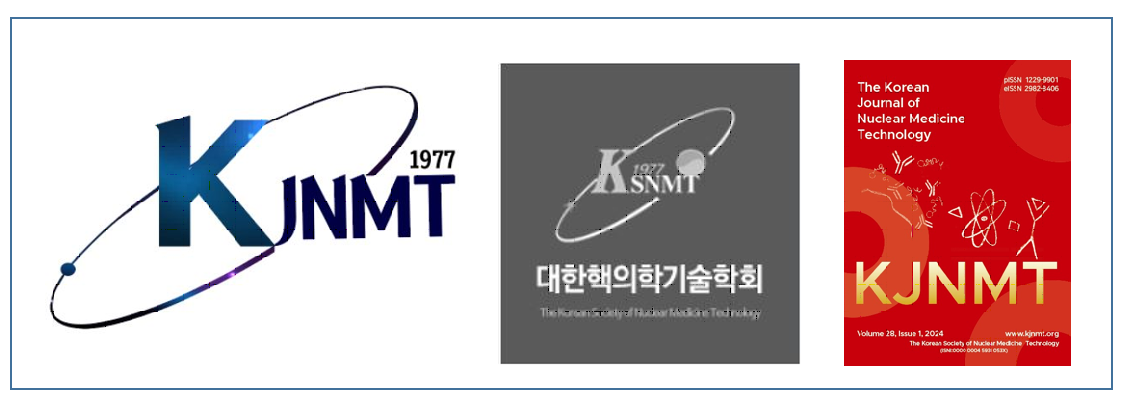
kjnmt

## 개요
핵의학기술 및 과학을 연구하는 학회로서 핵의학적 체내검사, 체외검사, 방사선 장해방어 및 측정, 방사성물질 폐기, 사이클로트론의 운용, 방사성의약품의 생산 및 품질관리 등 핵의학 관련 기술 및 과학에 관련된 학문을 연구하여 매년 춘,추계학술대회, ISO15189 워크샵, 영상발전심포지움, 방사선 안전관리 심포지움을 개최하고, 일본 핵의학기술학회의 규슈 지회와 학술 교류하여 연구 성과를 대한핵의학기술학회지에 원저, 흥미영상, 증례보고, 종설, 편집자에게, 새로운 검사 기술 및 기타를 게재한다. 또한 대한핵의학기술학회는 대만, 일본과 아시아핵의학기술학회(Asian Society of Nuclear Medicine Technology, ASNMT)를 창립하고 학술교류를 위한 학술대회를 매년 3개국에서 순환 개최하고 있다.
학회홈페이지:

## 논문게재요건
1. 원고 투고 시 모든 저자는 대한핵의학기술학회의 회원 또는 이에 상응하는 자격을 갖추어야 한다. 단, 학술·편집위원회에서 집필을 의뢰한 원고 및 학술편집위원회가 인정하는 원고는 예외로 한다.
2. 다른 저널에 게재되었거나 동시에 심사 중인 원고는 접수하지 않으며, 본 학술지에 게재된 논문은 임의로 다른 곳에 게재할 수 없다.
3. 원고는 국문 또는 영문을 사용할 수 있으며, “(MS word, ver. 2018 이상)” 이용하여 본 학술지 원고 작성요령에 맞게 작성한다
4. 원고는 대한핵의학기술학회 논문투고시스템을 통해 제출한다().
5. 투고된 원고는 심사규정에 따른 심사 과정을 거쳐야 하며, 수정 요구와 채택 여부는 학술편집위원회에서 결정한다.  
저널홈페이지:

## 작성자
대한핵의학기술학회 학술편집위원회

## 사무실
학회사무실:
우) 13174, 경기도 성남시 중원구 광명로 377 신구대학교 방사선학과
전화번호 : 031 740-1638
편집위원회사무실:
우)16328, 경기도 수원시 장안구 천천로 74번길 50, 동남보건대학교 방사선학과
전화번호:031 249-6405, E-mail: essencekim@dongnam.ac.kr

## 연혁
1. 1977년 01월 원자력병원 동위원소실에서 가칭 준비위원회를 구성하고, 학회명칭을“대한핵의학기술학회”라 정하고 정관 및 회장단(임원)을 선출.
2. 1989년 01월 의료기사법“보수교육”개정에 따른 방사선사(대한방사선사협회)와 임상병리사(대한임상병리사협회)가 별도로 모여 자체 학회 활동을 시작.
3. 1996년 08월 동남아 국가 대상 감마카메라 정도관리 교육 실시 및 기존 교육받은 핵의학회와 핵의학기술학회 공동으로 개최.
4. 2000년 11월 대한핵의학기술학회지 국제표준 연속간행 고유번호 등재하다. 1) 간행물명:“ 핵의학기술”(대한핵의학기술학회지) 2) 국제연속 간행물 번호 등록: ISSN 1229-9901
5. 2001년 11월 삼성서울병원에서 추계 학술대회 및 핵의학 40주년 기념 행사개최.
6. 2006년 10월 삼성동 국제무역센터(COEX)에서 제9차 세계핵의학회/대한핵의학기술학회 학술대회 개최.
7. 2008년 07월 삼성서울병원에서 핵의학전문기사제도 공청회를 개최.
8. 2013년 10월 대만 타이페이에서 열린 아시아핵의학기술학회 참가.
9. 2015년 10월 백범김구기념관에서 추계 대한핵의학기술학회 및 아시아핵의학기술학회(ASNMT)를 개최.
10. 2016년 11월 대만 까오슝에서 열린 아시아핵의학기술학회(ASNMT)에 참가.
11. 2017년 10월 일본 요코하마에서 열린 아시아핵의학기술학회(ASNMT)에 참가.
12. 2017년 11월 대한핵의학기술학회 40주년 및 제 57차 추계 대한핵의학기술학회를 개최.
13. 2018년 05월 제58차 춘계학술대회 영남이공대학교(영남대병원) 개최.
14. 2018년 10월 제59차 추계학술대회 및 ASNMT(분당서울대병원) 개최.
15. 2019년 10월 제61차 추계학술대회 (서울대학교 어린이병원) 개최.
16. 2020년 09월 제62차 추계학술대회를 온라인 학회로 개최.
17. 2021년 05월 제63차 춘계학술대회를 온라인 학회로 개최.
18. 2021년 11월 제64차 추계학술대회를 온라인 학회로 개최.
19. 2022년 05월 제65차 춘계학술대회를 온라인 학회로 개최.
20. 2022년 10월 제66차 추계학술대회를 Hybrid 학회로 개최.
21. 2023년 02월 논문투고시스템및 KJNMT 홈페이지 완성.
22. 2023년 03월 KCI 홈페이지 학회 기관 등록, 국립중앙도서관 eISSN 2982-8406발급, 국회도서관 등록, 국립중앙도서관 등록,KJNMT 표지 변경.
23. 2023년 05월 제67차 춘계학술대회(부산동서대학교 뉴밀레니움관) 개최(마지막 offline 논문지 발행, Volume 27, Noumber 1).
24. 2023년 07월 일본 핵의학기술학회 규슈 지회 학술대회 참석및 구연 발표(2명).
25. 2023년 07월 영상발전심포지움(건국대학교병원 지하 3 층 대강당) 개최.
26. 2023년 07월 핵의학전문 임상병리사 보수교육 및 ISO15189 심포지움(경복대학교 산학협력관) 개최.
27. 2023년 08월 의료분야 방사선 안전 관리 포럼, 심포지엄(분당서울대학교병원 헬스케어혁신파크 4 F 미래홀) 개최.
28. 2023년 10월 제68차 추계학술대회(분당서울대병원 헬스케어혁신파크) 개최(온라인학술지만 발행).
29. 2023년 11월 제11차 ASNMT(일본 오사카, Grand Front Osaka Convention Center Conference ) 참석 및 구연 발표(4명).
30. 2023년 11월 Korea Journal Copyright Information(KJCI) 등재.
31. 2024년 01월 국회도서관 및 국립중앙도서관에 학회지 납본.
32. 2024년 04월 교보문고와 논문 공유 MOU체결.
33. 2024년 05월 제69차 춘계학술대회(대구보건대학교 연마관 국제회의실) 개최.
34. 2024년 06월 국립중앙도서관에서 ISNI number 부여:0000 0004 5931 053X.
35. 2024년 07월 나무위키에 학회 정보 수록.
36. 2024년 07월 위키백과사전 등재.
37. 2024년 07월 2008년 이전 논문 전자 저널 작업(교보문고) 완료.
38. 2024년 07월 일본 핵의학기술학회 규슈지회 학술대회 참석(나가사키대학 의학부 사카모토캠퍼스 료준회관) 및 구연 발표(2명).
39. 2024년 07월 핵의학전문 임상병리사 보수교육 및 ISO15189 심포지움(서울대학교병원 의생명연구원 윤덕경) 개최.
40. 2024년 07월 영상발전심포지움(건국대학교병원 지하 3 층 대강당) 개최.
41. 2024년 08월 의료분야 방사선 안전관리 포럼.심포지엄(분당서울대병원 HIP) 개최.
42. 2024년 10월 제70차 추계학술대회&12차 ASNMT(분당서울대병원 HIP) 개최.
43. 2025년 02월 대한핵의학기술학회 21대 회장 정우영 부회장 김정인 당선.
44. 2025년 03월 대한핵의학기술학회 DOAJ 등재.
45. 2025년 05월 제71차 춘계학술대회(오송 C&V센터) 개최.